# Daniel Křetínský
Daniel Křetínský (/ˈdanɪjɛl ˈkr̝ɛtiːnskiː/), né le 9 juillet 1975 à Brno (Moravie-du-Sud, à l'époque en Tchécoslovaquie, actuellement en Tchéquie), est un avocat, homme d'affaires et milliardaire tchèque.
Après des études en France, il entame sa carrière en tant qu'avocat, avant de se lancer dans le secteur de l'énergie. À la tête du groupe tchèque Energetický a průmyslový holding, il construit sa fortune en rachetant d'importantes mines et centrales de charbon.
Depuis plusieurs années, il se développe aussi dans le secteur des médias en France. Via sa holding Czech Media Invest, il devient notamment propriétaire des magazines Elle, Télé 7 Jours, Marianne, France Dimanche, Ici Paris, Usbek & Rica et Franc-Tireur. Par ailleurs entre octobre 2018 et septembre 2023, il est un actionnaire majeur du groupe Le Monde via Le Monde libre, bien qu'il ne dispose pas du contrôle effectif du journal[réf. nécessaire]. 
En mars 2023, il est en négociations exclusives avec le groupe Vivendi de Vincent Bolloré pour racheter le groupe Editis, le numéro 2 français de l'édition, illustrant sa volonté de s'implanter dans les médias.

## Biographie

### Famille
Il naît le 9 juillet 1975 à Brno. Sa mère, Michaela Židlická, professeur de droit, a été juge à la Cour constitutionnelle tchèque de 2004 à 2014 et son père, Mojmír Křetínský, est professeur d'informatique à l'université Masaryk. Il est élevé par son beau-père, Vladimír Židlický, un photographe. Il a une sœur, Tereza, et un frère, Vladimir. Sa famille est francophile.

### Vie privée
Sa compagne, jusqu'en 2023, est Anna Kellnerová (en), née le 26 novembre 1996, championne d'équitation et fille de son associé Petr Kellner mort à 56 ans en 2021 dans un accident d'hélicoptère. 
Il est proche de l'ancien Premier ministre tchèque Mirek Topolánek.
Il est décrit en 2020, par un de ses associés Matthieu Pigasse, comme étant « un démocrate farouche, libéral économiquement, progressiste sur les valeurs, pro-Otan ».

### Formation et début de carrière
Daniel Křetínský est diplômé en droit de l'université Masaryk. Il fait une partie de ses études de droit à Dijon.
Il entame sa carrière en tant qu'avocat, en particulier au sein de la firme J&T qu'il rejoint en 1999 et dont il devient associé en 2003.

### Investissements en République tchèque
En 2004, il devient le président et copropriétaire du club de football AC Sparta Prague.
En 2009, il devient le président d'EPH, une entreprise du secteur de l'énergie fondée par J&T et dont il détient à l'origine 20 %. Il en est en 2017 le principal actionnaire avec 94 % des parts. EPH est spécialisée dans la production et distribution d'électricité d'origine thermique, dont des centrales à charbon, dans plusieurs pays européens. Il rachète à très bas prix des centrales et des mines, étant convaincu que la conversion de l'Europe aux énergies renouvelables prendra beaucoup de temps.
En 2013, il rachète la filiale tchèque de Ringier pour cofonder Czech News Center, une entreprise du secteur des médias qui concentre notamment plusieurs des principaux journaux et magazines tchèques,.
Au Royaume-Uni, il est principal actionnaire de Royal Mail et possède une partie du West Ham United.
Il est la cinquième fortune de la Tchéquie avec 2,5 milliards de dollars selon Forbes. Fin 2018, ses deux holdings personnelles basées au Luxembourg, EP Investment et EP Investment II, présentaient des liquidités financières d'un montant cumulé de 2,3 milliards d'euros, selon une révélation de Mister K, le livre que le journaliste Jérôme Lefilliâtre a consacré à Daniel Křetínský.
En 2018, il mène un lobbying intense en faveur de la proposition de directive sur le droit d'auteur dans le marché unique numérique.

### Investissements en France et autres

#### Presse et Media
En 2018, il décide d'investir dans l'industrie de la presse en France. En avril, il achète plusieurs titres, dont Elle et Marianne.
Le 17 octobre 2018, Le Monde révèle que Daniel Křetínský est entré en négociations exclusives avec Matthieu Pigasse pour lui racheter entre 40 et 49 % des parts de sa société Le Nouveau Monde, propriétaire de participations dans le groupe Le Monde et dans L'Obs, via la société Le Monde libre possédée avec Xavier Niel et Prisa, qui contrôle 64 % des actions.
Le 25 octobre 2018, Matthieu Pigasse officialise la vente de 49 % de ses parts dans le Nouveau Monde à Daniel Křetínský. À cette occasion, Emmanuel Macron, président de la République française, annonce que l'État sera vigilant quant à l'indépendance des journalistes après cette vente, tout en soulignant qu'il n'existe aucun obstacle à l'entrée d'un Tchèque au capital du Monde : « Lorsque ce sont des investisseurs de l’Union européenne, il n’y a pas d’interdiction ou de limite », a déclaré le chef de l'État. Tout changement de contrôle de la direction du Monde s'effectue dans le cadre d'un « droit d'agrément » : tous les actionnaires du journal exercent un droit de veto quant au prochain dirigeant du Monde.
Lors d'un entretien accordé aux Échos le 3 novembre 2018, Daniel Křetínský justifie sa volonté d'investir dans Le Monde : il évoque un « engagement citoyen » et plus généralement une envie de lutter contre les GAFA (Google, Amazon, Facebook, Apple). Selon lui, « les conséquences des positions prises par les GAFA sont largement sous-estimées. La régulation du monde numérique nous échappe complètement, j’aimerais me battre pour un système plus juste ». La Tchéquie étant « un territoire trop étroit », il a choisi la France pour diffuser ses idées : « Si on peut devenir un membre de la famille média en France, on sera plus puissant pour pousser ces idées. ».
Début 2019, il nomme Denis Olivennes à la tête de CMI France, son regroupement de médias en territoire français, qui comprend neuf titres, hors Le Monde. Denis Olivennes affirme alors que Daniel Křetínský ne veut pas « perdre d'argent avec ses médias, mais il n'en attend pas non plus une rentabilité comparable à ses autres activités ». Dans le même temps, CMI France acquiert auprès de Lagardère l'essentiel de ses titres de la presse magazine en France dont Elle, Télé 7 Jours, France Dimanche, Ici Paris et Public.
En octobre 2019, il rencontre Martin Bouygues, le PDG du groupe Bouygues, pour lui faire part de son intention de racheter 10 % de TF1, selon le livre Mister K. Martin Bouygues le convainc d'abandonner ce projet.
En juin 2020, Daniel Křetínský lance la chaine de télévision B SMART spécialisée dans l'économie et la vie des entreprises.
En septembre 2022, il renfloue sans conditions le journal Libération à hauteur de 15 millions d'euros via un prêt qui doit être remboursé en 2026.
Fin 2022, alors que l'homme d'affaires Vincent Bolloré est contraint de céder une partie du groupe Vivendi pour finaliser l'acquisition du groupe éditorial concurrent Hachette Livre, filiale de Lagardère, Daniel Křetínský est pressenti comme le futur acheteur d'Editis, numéro deux de l'édition française. La rumeur se confirme au printemps 2023, lorsqu'il signe une promesse d'achat unilatérale pour 100% du groupe, maison-mère entre autres de Nathan, Julliard, Plon, Le Cherche Midi, Robert Laffont, 10/18, Presses de la Cité, XO et Pocket,.
Le 23 septembre 2023, Daniel Křetínský cède à Xavier Niel ses parts du groupe Le Monde pour un montant avoisinant les 59 millions d'euros,.
En avril 2024, La Lettre indique que Daniel Křetínský souhaite trouver un repreneur pour le magazine Marianne, dont la ligne souverainiste est en contradiction avec ses positions europhiles et libérales,.

#### Energie
Le 24 décembre 2018, il est annoncé que Daniel Křetínský va investir en France dans l'énergie, son premier secteur d'activité. Le groupe qu'il préside, Energetický a Průmyslový Holding (Holding énergétique et industrielle), a été choisi pour reprendre les actifs français du groupe allemand Uniper. Deux sites de production de charbon sont concernés : la centrale thermique de Provence dans les Bouches-du-Rhône, et la centrale Émile-Huchet en Moselle.

#### Logistique
En janvier 2022, selon le média néerlandais M&A, Daniel Křetínský a acquis 19 % des actions du groupe Royal Mail (La Poste au Royaume-Uni) et 25 % de Post NL (La Poste aux Pays-Bas), par l'intermédiaire de son entreprise Vesa Equity Investment.

#### Distribution - Commerce
Le 5 septembre 2019, Daniel Křetínský annonce avoir fait l'acquisition 4,6 % du capital du groupe de distribution Casino.
Fin octobre 2020, Daniel Křetínský investit au sein du Groupe Casino en rachetant 10 % du capital de l'enseigne de grande distribution,.
Le 21 avril 2022 le groupe français Fnac Darty annonce que Daniel Křetínský a acquis plus de 13 % du capital et des droits de votes du groupe via sa société luxembourgeoise d'investissement Vesa Equity Investment.

#### Immobilier
En juin 2022, Daniel Křetínský, conjointement avec Jiří Šmejc, acquiert le château du Marais, au Val-Saint-Germain (Essonne), pour un montant de transaction estimé à 43 millions d’euros. Le projet des deux milliardaires est de faire de ce domaine historique un hôtel de luxe, en rénovant complètement l'intérieur du château, en menant des travaux prévus pour durer au moins quatre ans ; la réalisation de ces travaux a été confiée à l'agence d'architecture Perrot et Richard architectes.

#### Informatique
Atos annonce le 1er aout 2023 céder à Daniel Křetínský, conseillé par Denis Olivennes, ses activités historiques, valorisées à deux milliards d'euros.

### PanamaetParadise Papers
Son nom apparaît dans les Panama Papers en raison de sa détention d'une société basée dans un paradis fiscal, les Îles Vierges britanniques,. Il figure également dans les Paradise Papers en raison de l'utilisation d'une société inscrite au registre du commerce de Jersey pour l'achat d'une villa à Londres.

### Polémique
Le 19 avril 2022, dans l'entre-deux tours de l'élection présidentielle, la Société des rédacteurs du magazine Marianne dénonce une « intervention directe » de l’actionnaire principal du journal, Daniel Křetínský, qui fait modifier la une du journal pour afficher un soutien à la candidature d'Emmanuel Macron, alors qu'il avait personnellement promis à deux reprises aux journalistes qu'il respecterait leur indépendance éditoriale,,. Natacha Polony, rédactrice en chef de l'hebdomadaire, publie un communiqué le lendemain indiquant que « conformément aux principes qui ont toujours prévalu à Marianne, la position du journal dans le cadre de l’élection présidentielle a été définie par la direction de la rédaction, et elle seule. »